# Cornelius XBG-3
Bản mẫu:Infobox Aircraft Career
Cornelius XBG-3 là một loại tàu lượn mang bom của Hoa Kỳ, được Cornelius Aircraft Corporation phát triển cho Không quân Lục quân Hoa Kỳ.